# Anuraeopsis navicula
Anuraeopsis navicula is een raderdiertjessoort uit de familie Brachionidae. De wetenschappelijke naam van deze soort is voor het eerst geldig gepubliceerd in 1911 door Rousselet.